# Crucificação com doador (Bosch)
Crucificação com doador é uma pintura de Hieronymus Bosch que se acredita ter sido pintada entre 1480 e 1485. A pintura reside no Museu Real de Belas Artes da Bélgica, em Bruxelas.